# Louis Walsh
Michael Louis Vincent Walsh (Kiltimagh, 5 de agosto de 1952), más conocido como Louis Walsh, es un mánager musical irlandés, juez en el programa de televisión británico The X Factor.
Walsh se mudó a Dublín para desempeñarse en la industria de la música. Fue mánager de Johnny Logan, Boyzone y Westlife, tres de los más exitosos artistas pop irlandeses en las recientes décadas. Posteriormente, Walsh comenzó una carrera alternativa como comentarista televisivo de talento y personalidad. Ha sido juez en The X Factor desde el inicio del programa en 2004, siendo mentor de la categoría de "Grupos" 5 veces y de la categoría de "Mayores de" 3 veces. Fue el juez ganador de la segunda serie del programa, cuando fue mentor de Shayne Ward. También ha aparecido en You're a Star, Popstars, Popstars: The Rivals, Britain's Got Talent.

## Mánager de bandas
En los 90’, Walsh decidió crear una versión irlandesa de Take That, donde los papeles fueron elegidos cuando Walsh anuncia las audiciones abiertas. La banda creada fue Boyzone, con quienes Walsh alcanzó éxito internacional logrando 16 sencillos entre los tres primeros, seis de ellos fueron número uno, así como cuatro álbumes número uno, vendiendo más de 20 millones de copias a nivel mundial. Cuando Ronan Keating anunció que quería tomar un descanso de Boyzone, Walsh continuó manejando su carrera. Keating logró un éxito número uno con "Life Is a Rollercoaster" en el 2000, mientras su álbum vendió 4.4 millones de copias. Keating y Walsh luego estuvieron de acuerdo a la compañía que parte de la carrera en solitario de Keating llegó a su punto más alto. Walsh quiso después volver a la fórmula de bandas de chicos para crear Westlife, quienes Keating co-manejó con Walsh para el primer par de sencillos y álbumes número uno de Westlife.
A pesar de una pelea a amarga al principio, Walsh tuvo una reconciliación pública con Boyzone, incluyendo a Ronan Keating en el programa de ITV2 llamado Ghosthunting with Louis Walsh and Boyzone en donde ellos exploraron una red de calles súbterraneas debajo de Edinburgh.
El 10 de octubre de 2009, el miembro de Boyzone Stephen Gately murió mientras dormía a la edad de 33 años. Walsh comentó:  "Estoy en completo shock. Estaba con él el lunes en una ceremonia de premiación. No sabemos mucho sobre lo que pasó. Yo solo escuché después de The X Factor y nos íbamos a reunir esta semana. Era un gran hombre."
En diciembre de 2012, se convirtió en el mánager de Union J.

## Carrera en televisión

Louis Walsh

El primer trabajo de televisión de Walsh fue en 2001, en la versión irlandesa de Popstars. El siguiente año , Walsh apareció como juez en el programa británico de ITV Popstars: The Rivals con Pete Waterman y Geri Halliwell. Walsh estuvo cara a cara con Waterman en el programa con su banda de chicas Girls Aloud compitiendo con la banda de chicos de Waterman One True Voice. El sencillo debutante de Girls Aloud, "Sound of the Underground", fue número uno en Reino Unido. Walsh manejó la banda hasta lograr que un millón de sencillos en ventas mientras su álbum debutante fue platino.
Walsh también quería aparecer en varios programas de talentos en Raidió Teilifís Éireann (RTÉ), el más reciente en el que estuvo fue You're a Star. Sustituyó a Simon Cowell como juez de Britain's Got Talent durante la serie 4 en las audiciones de Birmingham el 3 y 4 de febrero de 2010 ya que Cowell se encontraba enfermo.  Nuevamente llenó el puesto de David Hasselhoff en las audiciones de Londres en las siguientes series cuando Hasselhoff no estaba disponible debido a su aparición en Pantomima. Walsh también apareció en la segunda temporada de The X Factor USA, en las audiciones de Kansas City cubriendo a Simon Cowell. Su compañero y juez de Popstars, Pete Waterman, apareció en el programa, así como los jueces pasados y presentes de The X Factor, incluyendo Dannii Minogue, Simon Cowell, Kelly Rowland y Gary Barlow. En primavera de 2012, Walsh apareció en el programa de panel en ITV Mad Mad World.

## The X Factor
Walsh apareció desde 2004 como juez, acompañado de Simon Cowell y Sharon Osbourne en el programa de talento de ITV The X Factor. En 2004, Walsh consiguió éxito con G4, que pasó a tener un álbum exitoso y dos tours completos de Reino Unido. En 2005, Walsh manejó al ganador Shayne Ward, cuyo sencillo debut "That's My Goal" estuvo cuatro semanas en los número uno de Reino Unido.
Desde 2014 ya no participa del programa.